# Dorobanțu (localidad)
Dorobanțu (antiguamente Ai-Orman) es una localidad rumana de la comuna homónima, en el condado de Tulcea.

## Toponimia
El antiguo nombre del lugar puede encontrarse escrito con las grafías Ai-Orman  y Aiorman. Pasó a llamarse Dorobanțu.

## Historia
Hacia finales del siglo XIX, la localidad, que ya por entonces pertenecía al condado de Tulcea, formaba parte de la antigua comuna de Coium-Punar y tenía contabilizada una población de 444 habitantes.
En la segunda mitad del siglo XX la localidad había pasado a formar parte de la comuna homónima de Dorobanțu. En el censo de 2021 la localidad tenía una población de 705 habitantes.